# Ligne d'Autevielle à Saint-Palais
La ligne d'Autevielle à Saint-Palais est une courte ligne ferroviaire française à écartement standard et à voie unique de la région Aquitaine qui avait pour origine Autevielle sur la ligne de Puyoô à Mauléon et permettait la desserte de Saint-Palais.
Elle constituait la ligne 663 000 du réseau ferré national.

## Histoire
Longue d'environ 10 kilomètres, la ligne est concédée à la Compagnie des chemins de fer du Midi et du Canal latéral à la Garonne par une convention signée le 14 décembre 1875 entre le ministre des Travaux publics et la compagnie. Cette convention est approuvée à la même date par une loi qui déclare la ligne d'utilité publique. La ligne est mise en service le 22 décembre 1884. Un projet de prolongation vers Pampelune en Espagne par Urepel n'a jamais abouti.
Une loi du 17 juillet 1879 (Plan Freycinet) portant classement de 181 lignes de chemin de fer dans le réseau des chemins de fer d’intérêt général retient en n° 179 une ligne « d'Oloron à la ligne de Puyoô à Saint-Palais, par la vallée du gave d’Oloron ». Cette ligne d'Oloron à la ligne de Puyoô à Saint-Palais est concédée à titre éventuel par l'État à la Compagnie des chemins de fer du Midi et du Canal latéral à la Garonne par une loi le 17 juillet 1886. Elle ne sera jamais construite, et la concession est annulée par une loi le 8 juillet 1900.
La ligne est électrifiée en 1930 en courant continu 1,5 kV.
Fermée au trafic des voyageurs le 1er novembre 1949, elle a été fermée au trafic des marchandises le 1er avril 1989.
Son déclassement est intervenu le 16 décembre 1991.